# Karakelong
Karakelong  is het grootste eiland uit de Talaudeilanden van de Indonesische provincie Noord-Sulawesi. Het eiland is ongeveer 60 km lang en maximaal 20 km breed. Het hoogste punt is  680 m boven zeeniveau.

  <ǃ- als eilandengroep ->